# Sven Persson (1918–1994)
Sven Rudolf "Skuggan" Persson, född 26 mars 1918, död 11 mars 1994 i Norrköping, var en svensk fotbollsspelare (högerinner/vänsterytter).
Persson representerade IFK Norrköping mellan 1941 och 1950, och gjorde sammanlagt 147 allsvenska matcher (68 mål) för klubben.
Han kom till Norrköping från Skärblacka IF, och var både en god skytt och en teknisk välspelare. I sina yngre dagar var han även en frän närkampsspelare. Han var med och tog allsvenskt guld 1943, 1945, 1947 och 1948, och var även med och vann Svenska cupen 1943. Säsongen 1945/1946, då Norrköping också vann guldet, deltog han på grund av skada endast i sju seriematcher och tilldelades därför ingen medalj.
1947 spelade Persson en A-landskamp för Sverige och gjorde ett mål.